# 電腦遊戲雜誌
《電腦遊戲雜誌》（英語：Computer Games Magazine）是一本每月出版的电子游戏的杂志，於1988年10月在英国创刊，當時名爲《遊戲國際》（Games International）。在其历史上，它曾称为《策略＋》（Strategy Plus，1990年10月第1期）和《電腦遊戲策略＋》（Computer Games Strategy Plus），但在2000年被theGlobe.com收购後更名为《電腦遊戲雜誌》 。在2007年4月停刊時，它是第二長壽的電腦游戏紙本杂志，仅次於《電腦遊戲世界》。  在1998年和2000年仍是美国该领域的第三大杂志。

## 歷史
该杂志的原主编布萊恩·沃克（Brian Walker）于1991年将《策略＋》卖给了美国的遊戲零售连锁商Chips & Bits。总部位于佛蒙特州并由蒂娜和耶魯·布羅森夫婦（Tina and Yale Brozen）拥有的Chips & Bits 在收购后将雜誌更名为《電腦遊戲策略＋》。到了1990年代中期，它的發行量上升到每月约130,000份。 1998年，《電腦遊戲策略＋》是美国第三大电脑游戏杂志，發行量为184,299份。据主编史蒂夫鲍曼（Steve Bauman）称，这个数字在1999年上升到220,000。2000年1月，theGlobe.com收购了Chips & Bits，包括《電腦遊戲策略＋》及其出版部门。
2000年3月，《電腦遊戲雜誌》的發行量已达24萬份，每期每月印制约30萬份。根据耶鲁·布罗森的说法，當時它仍然是美国第三大电脑游戏杂志，而该雜誌的艾德·米切爾（Ed Mitchell）估计它是佛蒙特州所有领域杂志之中發行量最大的。2000年初，它的官方网站cdmag.com平均每月有100万次的独立访问。该杂志在2000年经历了大幅增长：市場調查公司BPA國際记录其7至12月的平均发行量为374,576份，而12月號则上升至450,515份。《電腦遊戲雜誌》随後在2001年6月进行了改版。
《電腦遊戲雜誌》於2006年推出了姐妹刊物《MMO遊戲雜誌》。2007年3月13日，这两份雜誌都被theGlobe.com停刊；此前该公司才因對Myspace發送垃圾電郵引起的诉讼赔偿了数百万美元。 

## 註解與參考資料
1. ↑  . Internet Archive.   [2018-12-26].
2. 1 2  . Internet Archive.   [2018-12-26].
3. 1 2 3  Dobson, Jason; Gifford, Kevin. . Gamasutra. 2007-03-13. （原始内容存档于2007-03-15）.
4. 1 2  Gish, Harrison. Wolf, Mark J. P. , 编.  1. ABC-CLIO. 2012-08-16: 131－132. ISBN 031337936X.
5. 1 2  Asher, Mark. . CNET Gamecenter. 1999-03-10. （原始内容存档于2000-08-17）.
6. 1 2 3  Vaughan-Hughes, Pip. . Business People Magazine. 2000-03. （原始内容存档于2000-04-14）.
7. ↑  Bauman, Steve. . Computer Games Magazine. 2000-11, (120): 56–58, 60, 62, 66, 68, 70–76.
8. ↑  Asher, Mark. . CNET Gamecenter. 2000-01-18  [2019-07-08]. （原始内容存档于2000-08-17）.
9. ↑   (新闻稿). New York: Computer Games Magazine. 2001-04-30  [2019-07-08]. （原始内容存档于2003-10-24）.
10. ↑  Maragos, Nich. . Gamasutra. 2006-03-17. （原始内容存档于2007-07-31）.